# Saint-Maur-sur-le-Loir
 Saint-Maur-sur-le-Loir  là một xã của tỉnh Eure-et-Loir, thuộc vùng Centre-Val de Loire, miền bắc nước Pháp.